# Voleibol nos Jogos Bolivarianos
O voleibol é um dos esportes no programa esportivo dos Jogos Bolivarianos desde 1938, ocorrendo neste ano apenas a competição masculina, como apenas dois países participaram não computou no quadro geral a medalha de ouro; a competição feminina estreou na edição de 1965 juntamente com a masculina que voltou a integrar os jogos

## Quadro de medalhas

### Masculino
| Ordem | País      | Medalha de ouro | Medalha de prata | Medalha de bronze | Total |
| ----- | --------- | --------------- | ---------------- | ----------------- | ----- |
| 1     | Venezuela | 8               | 2                | 0                 | 10    |
| 2     | Colômbia  | 2               | 3                | 2                 | 7     |
| 3     | Chile     | 1               | 2                | 0                 | 3     |
| 4     | Peru      | 0               | 1                | 1                 | 2     |
| 5     | Bolívia   | 0               | 0                | 2                 | 2     |
| 6     | Equador   | 0               | 0                | 1                 | 1     |

### Feminino
| Ordem | País                 | Medalha de ouro | Medalha de prata | Medalha de bronze | Total |
| ----- | -------------------- | --------------- | ---------------- | ----------------- | ----- |
| 1     | Peru                 | 11              | 1                | 1                 | 13    |
| 2     | Colômbia             | 1               | 1                | 3                 | 5     |
| 3     | República Dominicana | 1               | 1                | 0                 | 2     |
| 4     | Venezuela            | 0               | 4                | 0                 | 4     |
| 5     | Bolívia              | 0               | 1                | 1                 | 2     |